# Benfe (Eder)
Die Benfe ist ein 11,2 km langer, südlicher und orographisch rechter Zufluss der Eder im Kreis Siegen-Wittgenstein, Nordrhein-Westfalen (Deutschland). 

## Name
Der Fluss wird 1515 erstmals schriftlich erwähnt (Benff). Er hieß ursprünglich *Ban(n)-affa, einer Komposition aus ahd. ban für 'Bann, Gebot unter Strafandrohung' und dem Hydronym -apa.

## Verlauf
Die Benfe entspringt und verläuft im Naturpark Sauerland-Rothaargebirge. Ihre Quelle liegt in dem zum Siegerland gehörenden Stadtgebiet Netphens im Südwestteil des Rothaargebirges rund 2,5 km westsüdwestlich von Benfe, einem Gemeindeteil von Erndtebrück, und etwa 700 m südsüdwestlich der am Ederkopf gelegenen Ederquelle. Sie befindet sich im Wald etwas nordwestlich der Gipfelregion des Rauhen Kopfs (Rauer Kopf; 640,7 m ü. NHN) auf rund 620 m Höhe. Etwas südwestlich vorbei führt als Teil der Landesstraße 722 die Eisenstraße des Rothaargebirges; an der Straße liegt rund 560 m westnordwestlich der Benfequelle der Wandererparkplatz Ederquelle (ca. 655 m).
Die Benfe verläuft anfangs – den Aukopf (644,9 m) im Norden passierend und bewaldetes Gebiet allmählich verlassend – in Richtung Osten zum Dorf Benfe, um dieses und auch den Jagdberg (634,5 m) in einem langen Linksbogen östlich zu umfließen; dabei passiert sie den östlich gelegenen Weibelskopf (620,7 m). Fortan verläuft sie weiter nach Norden durch ein enges und wenig besiedeltes Tal, wobei sie unter anderem die bewaldeten Berge Oberste Henn (675,9 m) im Westen sowie Birkenhecke (661,1 m) und Ebschloh (686,3 m) im Osten passiert. In diesem Bereich bildet der Bach, der ein verhältnismäßig geringes Gefälle aufweist und abschnittsweise begradigt ist, in Richtung des gleichnamigen Kernorts der Gemeinde Erndtebrück auf etwa 2,5 km Fließstrecke einige Mäander aus.
Schließlich erreicht die Benfe die Ortschaft Erndtebrück, wo sie etwa 100 m nach Unterqueren der Bundesstraße 62 auf rund 475 m Höhe in den von Südwesten heran fließenden Oberlauf der Eder (Zufluss der Fulda) mündet. Damit überwindet das Benfewasser von der Quelle bis zur Mündung, die sich zwischen den Ederflusskilometern 164,2 und 164,3 befindet, etwa 150 m Höhe.

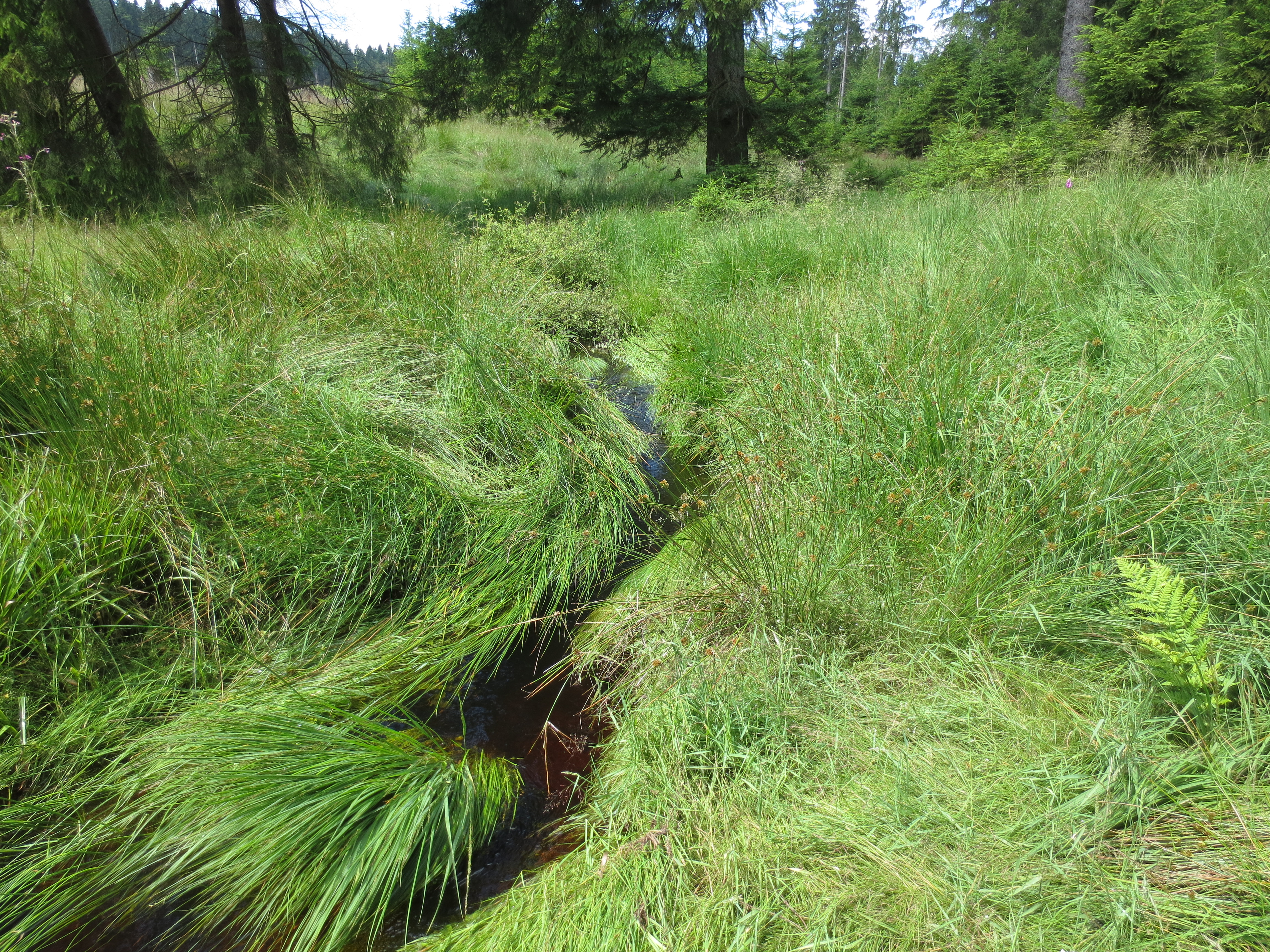
Benfebach, unterhalb des Quellgebietes und kurz vor Durchlauf eines Löschwasserteichs an der „Katzenwiese“
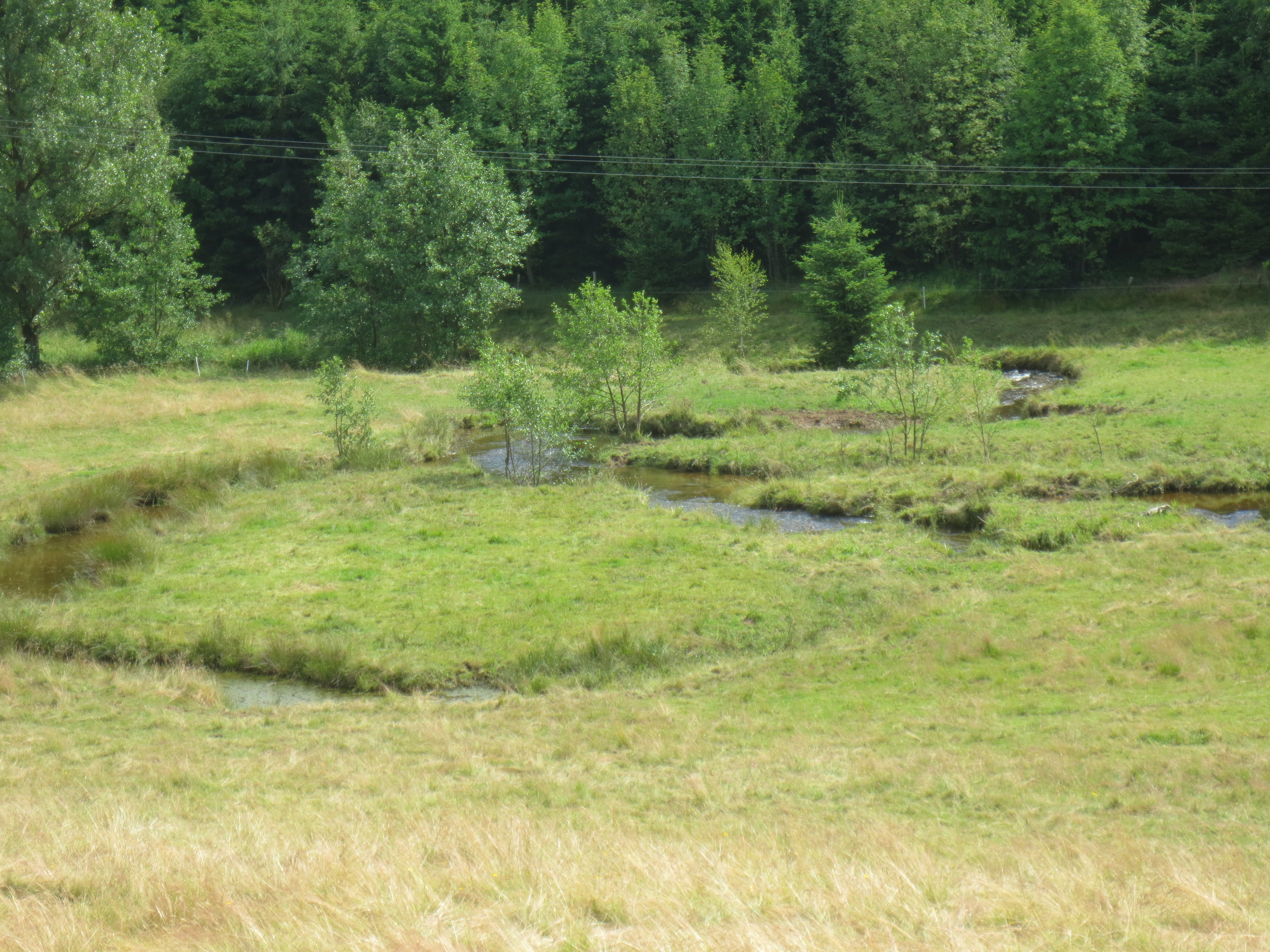
Benfe-Mäander zwischen Ludwigseck und Erndtebrück
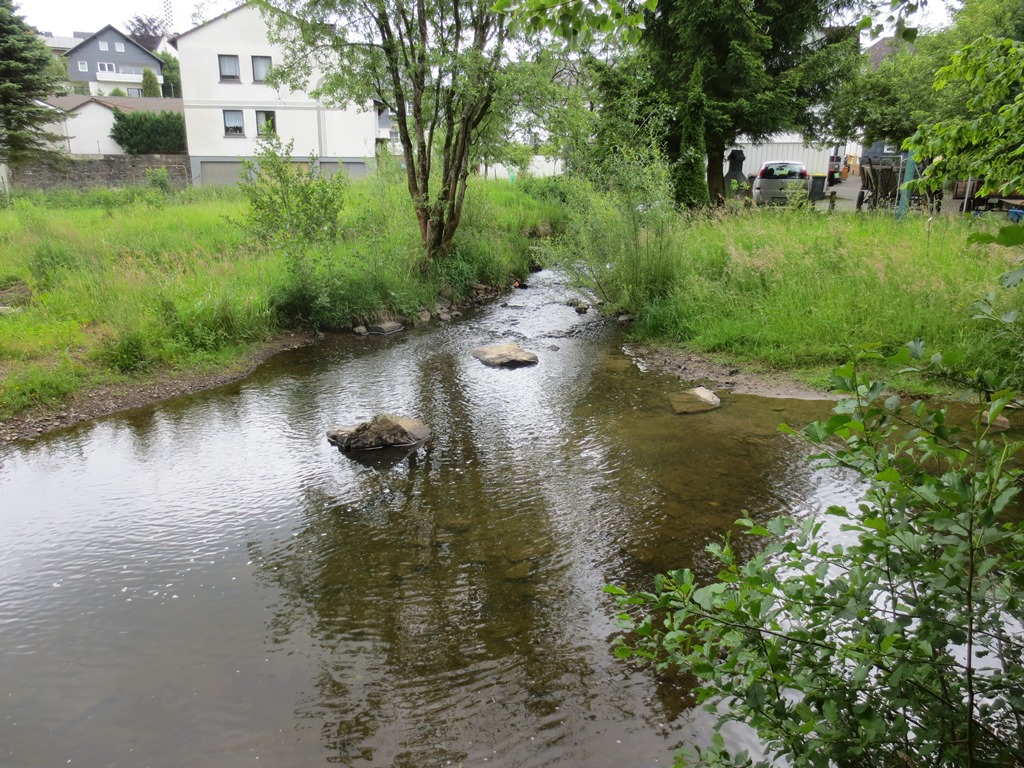
Mündung der Benfe in die Eder in Erndtebrück

## Einzugsgebiet und Zuflüsse
Das Einzugsgebiet der Benfe ist etwa 19,5 km² groß. Zu ihren Zuflüssen gehören bachabwärts betrachtet:
| Name                     | Seite  | Länge (km) |
| ------------------------ | ------ | ---------- |
| Lützelbach               | links  | 1,60       |
| Baierbach oder Beierbach | links  | 1,45       |
| Dörnbach                 | links  | 3,60       |
| Seebach                  | links  | 3,25       |
| Hackenbracht             | links  | 1,10       |
| Bärenbach                | links  | 0,90       |
| Rammelsbach              | rechts | 1,50       |

## Ortschaften
Ortschaften an der Benfe sind (bachabwärts betrachtet): 
- Benfe
- Erndtebrück

## Verkehr und Wandern
Entlang der Benfe führt die Landesstraße 720, die aus Richtung Walpersdorf/Eisenstraße des Rothaargebirges durch die Ortschaft Benfe und dann nach Erndtebrück verläuft; dort unterquert der Bach die Bundesstraße 62. Den Oberlauf der Benfe kreuzt in Benfe-Waldheim der Rothaarsteig, entlang des Baches verläuft der Mäanderweg.